# Coweta
Coweta és una població dels Estats Units a l'estat d'Oklahoma. Segons el cens del 2000 tenia 7.139 habitants.

## Demografia
Segons el cens del 2000, Coweta tenia 7.139 habitants, 2.582 habitatges, i 1.988 famílies. La densitat de població era de 363,6 habitants per km².
Dels 2.582 habitatges en un 43% hi vivien nens de menys de 18 anys, en un 58,5% hi vivien parelles casades, en un 13,9% dones solteres, i en un 23% no eren unitats familiars. En el 19,9% dels habitatges hi vivien persones soles el 6,6% de les quals corresponia a persones de 65 anys o més que vivien soles. El nombre mitjà de persones vivint en cada habitatge era de 2,74 i el nombre mitjà de persones que vivien en cada família era de 3,14.
Per edats la població es repartia de la següent manera: un 30,9% tenia menys de 18 anys, un 9,6% entre 18 i 24, un 31% entre 25 i 44, un 20% de 45 a 60 i un 8,6% 65 anys o més.
L'edat mediana era de 31 anys. Per cada 100 dones de 18 o més anys hi havia 90,5 homes.
La renda mediana per habitatge era de 38.255 $ i la renda mediana per família de 41.786 $. Els homes tenien una renda mediana de 32.348 $ mentre que les dones 21.772 $. La renda per capita de la població era de 14.960 $. Entorn del 6,2% de les famílies i el 7,4% de la població estaven per davall del llindar de pobresa.

## Poblacions més properes
El següent diagrama mostra les poblacions més properes.